# Paeonia algeriensis
Paeonia algeriensis là một loài thực vật có hoa trong họ Paeoniaceae. Loài này được Chabert miêu tả khoa học đầu tiên năm 1889.